# Gabrje pri Dobovi
Gabrje pri Dobovi – wieś w Słowenii, w gminie Brežice. W 2018 roku liczyła 226 mieszkańców.